# Georges van Parys
Georges Eugène Emile van Parys (* 7. Juni 1902 in Paris; † 28. Januar 1971 ebenda) war ein französischer Filmkomponist.

## Leben
Georges van Parys war der Sohn eines Textilfabrikanten. Ehe er zur Musik stieß, studierte van Parys in seiner Heimatstadt Paris einige Semester Jura. 1924 begann van Parys als freischaffender Komponist zu arbeiten, anfänglich als Pianist im Kabarett Chez Fyscher. Am Klavier begleitete er unter anderem Lucienne Boyer und Arletty. Zu dieser Zeit komponierte er bereits seine ersten Operetten, darunter Madame la comtesse und Lulu.
Ende der 20er Jahre begann van Parys erstmals für den Film zu komponieren. Zu Beginn seiner Tätigkeit beim Tonfilm arbeitete er mit René Clair und Luis Buñuel zusammen, musste sich aber bald darauf, bis Ende des Zweiten Weltkriegs, mit der Komposition zu minder wichtigen Filmen begnügen. 1946 nahm Georges van Parys seine Zusammenarbeit mit Clair bei Schweigen ist Gold wieder auf. In den 50er und 60er Jahren wurde Georges van Parys einer der gefragtesten Kinokomponisten seines Landes. Eine Fülle von zum Teil teuer produzierten Unterhaltungsfilmen, darunter hochrangig besetzte Kinoklassiker wie Caroline chérie, Goldhelm, Fanfan, der Husar, Die Schönen der Nacht, Madame de …, Der Fall Maurizius, Das große Manöver und Die Elenden, wurden mit seinen eingängigen Kompositionen unterlegt. Seine „schwebeleichten, geschmeidigen und einschmeichelnden Melodien zeugen von großer Eleganz und Eloquenz ohne jemals geschmäcklerisch oder gar vulgär zu sein.“
Trotz seiner intensiven Tätigkeit für das Kino fand Georges van Parys auch weiterhin Zeit für Theaterkompositionen. Er schrieb Bühnenmusiken zu Fra Diavolo und La dame de chez Maxim's. Auch die Operette Virginie Dejazet und das Ballett Voulez-vous danser avec moi? sind van-Parys-Werke. Er komponierte überdies Chansons, die unter anderem von Maurice Chevalier, Danielle Darrieux, Albert Préjean und Georges Brassens vorgetragen wurden, und verfasste zwischen 1945 und 1963 eine Vielzahl von Kurzfilmkompositionen für Kurzfilme. Für einige Zeit stand Georges van Parys als Vizepräsident der Société des auteurs, compositeurs et éditeurs de musique vor.
Für den deutschen Fernsehzuschauer der 1960er Jahre wurde Georges van Parys bekannt, als er für den ZDF-Vierteiler "Robinson Crusoe" die Filmmusiken schrieb.
Georges van Parys starb mit 68 Jahren in Paris und fand seine letzte Ruhestätte auf dem Friedhof von Villiers-sur-Marne (Département Val-de-Marne).

## Ehrungen
- Ritter der Ehrenlegion
- 1968 Grand Prix de la Musique de la SACEM

## Filmografie (Auswahl)
- 1928: Wenn du zum Weibe gehst... (La femme et le pantin)
- 1929: La route est belle
- 1930: Das goldene Zeitalter (L’âge d'or) (nur ein Paso Doble)
- 1931: Die Million (Le Million)
- 1931: Un soir de rafle
- 1933: Sein großer Irrtum (Cette vieille canaille)
- 1933: Mademoiselle Josette (Mademoiselle Josette, ma femme)
- 1934: Jeunesse
- 1934: L’or dans la rue
- 1935: Die schönen Tage (Les beaux jours)
- 1935: Liebe macht blind (Quelle drôle de gosse)
- 1936: Ihr erster Fall (Un mauvais garçon)
- 1936: Prends la route
- 1937: Vertrauensbruch (Abus de confiance)
- 1938: Café de Paris
- 1938: Er und seine Schwester (La sœur de lait)
- 1938: Herzdame (L'entraîneuse)
- 1939: Circonstances atténuantes
- 1939: L’héritier de Mondésir
- 1939: Miquette et sa mére
- 1940: Sixième étage
- 1940: Moulin Rouge
- 1941: Einmal im Jahr (Caprices)
- 1941: Der erste Ball (Premier bal)
- 1941: Boléro
- 1942: Cap au large
- 1942: Das Doppelleben des Herrn Moulinet (Le bienfaiteur)
- 1943: Mademoiselle Béatrice
- 1943: Échec au roi
- 1943: L’homme de Londres
- 1944: Le melre blanc
- 1945: L’invité de l’onzième heure
- 1945: Le couple idéal
- 1946: Carré de valets
- 1947: Schweigen ist Gold (Le Silence est d'or)
- 1947: Turlots Tagebuch (La vie en rose)
- 1947: Histoire de chanter
- 1947: Par la fenêtre
- 1948: L’ombre
- 1948: Junger Mann mit sieben Frauen (Une femme par jour)
- 1948: Scandale
- 1949: Histoires extraordinaires
- 1949: Monseigneur
- 1949: Lady Paname (Lady Paname)
- 1950: Im Anfang war nur Liebe (Caroline chérie)
- 1950: Der sensationelle Einbrecher (Le passe-muraille)
- 1951: L’amour Madame
- 1951: Drei Töchter Evas (Trois femmes, trois âmes)
- 1951: Goldhelm (Casque d’or)
- 1951: Fanfan, der Husar (Fanfan la Tulipe)
- 1952: Die Schönen der Nacht (Les Belles de nuit)
- 1952: Mein Leben für die Liebe (Une caprice de Caroline Chérie)
- 1952: Liebenswerte Frauen? (Adorables créatures)
- 1953: Madame de …
- 1953: Im Schlafsaal der großen Mädchen (Dortoir des grandes)
- 1953: Die letzte Etappe (Le grand jeu)
- 1953: Mamselle Nitouche (Mam’zelle Nitouche)
- 1954: Vor der Sintflut (Avant le déluge)
- 1954: Der Fall Maurizius (L'affaire Maurizius)
- 1954: Eine Frau erobert die Welt (La belle Otèro)
- 1954: Madame Dubarry (Madame du Barry)
- 1954: Dunkelroter Venusstern (Le fils de Caroline chérie)
- 1954: Der Hammel mit den fünf Beinen (Le mouton à cinq pattes)
- 1954: Weiße Sklavinnen für Tanger (Les impures)
- 1954: French Can Can
- 1954: Die Teuflischen (Les Diaboliques)
- 1954: Papa, Mama, Kathrin und ich (Papa, mama, la bonne et moi)
- 1954: Mary Lou und ihre Herren (Escalier de service)
- 1955: Nana
- 1955: Das Mädchen vom dritten Stock (Sophie et le crime)
- 1955: Das große Manöver (Les grandes manœuvres)
- 1955: Oh la-la Chérie (Paris canaille)
- 1955: Das Tagebuch des Mister Thompson (Les carnets du Major Thompson)
- 1955: TKX antwortet nicht (Si tous les gars du monde)
- 1956: Mitsou und die Männer (Mitsou)
- 1956: Der Mann im Regenmantel (L’homme à l’imperméable)
- 1956: Gaunerkavaliere (Les truands)
- 1956: Für Männer verboten (Club de femmes)
- 1956: Mädchenfalle (Donnez-moi ma chance)
- 1956: Straße des Glücks (The Happy Road)
- 1957: Kavaliere (Charmants garçons)
- 1957: Zyankali (La bonne tisane)
- 1957: Natali (Nathalie)
- 1957: Der Gorilla läßt schön grüßen (Le gorille vous salue bien)
- 1957: Die Elenden (Les misérables)
- 1957: Des Königs bester Mann (Tours, prends garde!)
- 1957: Woll’n Sie nicht mein Mörder sein? (Comme un cheveu sur la soupe)
- 1957: Montparnasse 19
- 1958: Die Affären von Madame M. (Maxime)
- 1958: Die Schenke der Verlockung (Guinguette)
- 1958: Das Raubtier rechnet ab (La fauve est lâché)
- 1959: Nathalie spielt Geheimagentin (Nathalie agent secret)
- 1959: Wiesenstraße Nr. 10 (Rue des Prairies)
- 1959: Sklavin des Pirateninsel (Marie des Îles)
- 1959: Unter einem Himmel (Quai du point-du-jour)
- 1959: Die Gerechten oder Die Ballade von der weißen Weste (Les affreux)
- 1960: Zärtliche, wilde Elisabeth (Tendre et violente Élisabeth)
- 1960: Die Millionärin (The Millionairess)
- 1960: Mr. Topaze
- 1960: Tödliche Begegnung (Les magiciennes)
- 1960: Fracass, der freche Kavalier (Le capitaine Fracasse)
- 1961: Alles Gold dieser Welt (Tout l’or du monde)
- 1961: Wir bitten zu Bett (Les petits matins)
- 1961: Freuden der Großstadt (Le tracassin ou Les plaisirs de la ville)
- 1962: Die eiserne Maske (Le masque de fer)
- 1962: Mandrin, der tolle Musketier (Mandrin)
- 1962: Auch Stehlen will gelernt sein (Arsène Lupin contre Arsène Lupin)
- 1963: Le coup de Bambou
- 1963: Cadavres en vacances
- 1964: Robinson Crusoe (ZDF-Mehrteiler)
- 1964: Monsieur
- 1965: Die Festung fällt, die Liebe lebt (Les fêtes galantes)
- 1966: La tour Eiffel qui tue (TV-Serie)
- 1967: L'ami Fritz (TV-Film)
- 1968: La prunelle (TV-Serie)
- 1968: Ich laß mich nicht für dumm verkaufen (Faut pas prendre les enfants du Bon Dieu pour des canards sauvages)
- 1969: L'auvergnat et l'autobus
- 1969: Elle boit pas, elle fume pas, elle drague pas… mais elle cause
- 1971: La demoiselle d'Avignon (TV-Serie)